# ハベリアナ大学
ハベリアナ大学（Pontificia Universidad Javeriana）は、コロンビアの首都ボゴタにある私立大学。コロンビアでは歴史の古い大学のひとつ。

## 概要
1623年にイエズス会の学校として設立された。1767年、イエズス会の国外追放に伴い学校は閉鎖された。1930年に会員の要請により大学として再興された。1970年、カリに第二キャンパスを開設した。
優秀な学生が集まる名門校であり、大学の施設もコロンビアでは最高水準である。卒業生には数名のコロンビア大統領が含まれる。

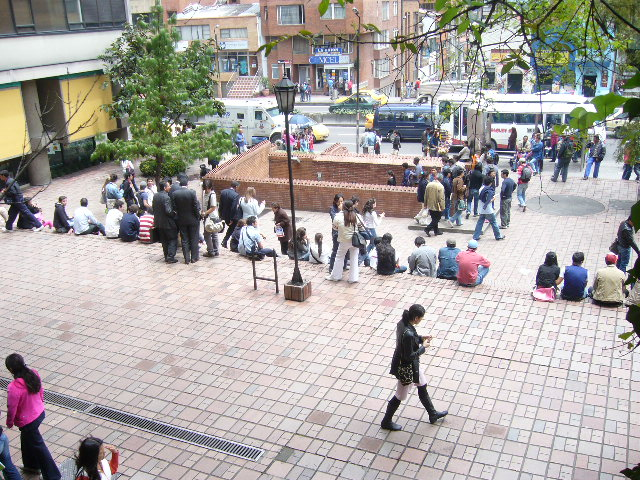